# Joris Bissière
Pas d'image ? Cliquez ici

a Compétitions nationales et continentales officielles uniquement.

b Matchs officiels uniquement.
Joris Bissière, né le 2 mai 1993 à Avignon, est un joueur français de rugby à XIII évoluant au poste de demi d'ouverture ou de demi de mêlée. Formé à Avignon, c'est avec ce club qu'il débute en Championnat de France en 2012, il y remporte la Coupe de France 2013 puis le Championnat de France 2018. Enfin, il connaît une sélection avec l'équipe de France contre la Serbie fin 2018. Son père, Frédéric Bissière, est président du club d'Avignon.

## Palmarès
- Collectif :
  - Vainqueur du Championnat de France : 2018 (Avignon).
  - Vainqueur de la Coupe de France : 2013 (Avignon).

### Détails en sélection
| 1. | 7 octobre 2018 | Serbie | 54-2 | Amical | Demi d'ouverture | 0 | 0 | 0 | 0 |

#### En club
| Saison    | Club    | Compétition           | Matchs | Points | Essais | Goals | Drops |
| --------- | ------- | --------------------- | ------ | ------ | ------ | ----- | ----- |
| 2012-2013 | Avignon | Championnat de France | ?      | -      | -      | -     | -     |
| 2013-2014 | Avignon | Championnat de France | ?      | -      | -      | -     | -     |
| 2014-2015 | Avignon | Championnat de France | ?      | -      | -      | -     | -     |
| 2015-2016 | Avignon | Championnat de France | ?      | -      | -      | -     | -     |
| 2016-2017 | Avignon | Championnat de France | 6      | 16     | 4      | -     | -     |
| 2017-2018 | Avignon | Championnat de France | 12     | 21     | 5      | -     | 1     |
| 2018-2019 | Avignon | Championnat de France | 5      | 8      | 2      | -     | -     |
| 2019-2020 | Avignon | Championnat de France | 2      | -      | -      | -     | -     |
| 2020-2021 | Avignon | Championnat de France | 6      | 1      | -      | -     | 1     |